# Ballina
Ballina (irsk: Béal an Átha) er en irsk by i County Mayo i provinsen Connacht, i den vestlige del af Republikken Irland med en befolkning (inkl. opland) på 10.409 indb i 2006.
1375 blev augustinerklosteret Belleek grundlagt.
Byen ligger ved mundingen af floden Moy nær bugten Killala Bay, i Moy dalen og sognet Kilmoremoy ved Ox bjergkæden i øst og Nephin Beg bjergene i vest. Ballina var længe et vadested over floden River Moy, hvor der i nutiden går to broer over. The Lower Bridge blev bygget i 1835 og The Upper Bridge 1836. I 2009 blev blev fodgængerbroen The Salmon Weir Bridge indviet.
Der er 6 folkeskoler, 3 privatskoler og flere børnehaver.

## Historie
Den første egentlige bebyggelse kan dateres tilbage til slutningen af det 15. århundrede. Ballina blev officielt etableret som en by i 1723 af Lord Tyrawley. Slottet Belleek Castle blev bygget i 1831. Der er stadig mange ruiner tilbage af klostrene Friarys og Moyne. De leverede byggemateriale til byens første huse.
Stedets oprindelige navn var Belleek eller "fanernes fort". Det nuværende sted blev grundlagt i 1723 af O´Hara, Lord of Tyrawley som hjemsted for en bomuldsfabrik, som gjorde at mange tekstilarbejdere slog sig ned i byen. O´Hara fik endvidere tilladelse til at udstille og sælge de færdige varer på et ugentlig marked ved fabrikken, som var medvirkende til yderligere udvikling af byens handelsliv.
St Michael's Church of Ireland, Ardnaree blev opført i 1738 kun femten år efter blev byen grundlagt af Lord Tyrawley. Den oprindelige kirke bestod af skib, kor og tårn. Både kirkegården og kirken indeholder interessante mindesmærker.
Fra omkring 1740 Ballina blev også en garnisonsby og der blev bygget kaserne og boliger til officererne.
Under den britiske handelsblokade af Frankrig blev byen i 1798 erobret af de franske invasionstropper
1847 blev byens fattiggård "Ballina Workhouse" indviet (hvor nu Ballina District Hospital ligger). Året 1847 var også højdepunktet under hungersnøden i Ballina. Ofrene blev begravet uden kister i to gruber. 1934 blev Workhouse revet ned for at gøre plads til Ballina District Hospital. En af de gamle Workhouse bygninger er bevaret.
St. Muredach's Cathedral fra 1827 blev færdigbygget inden den store hungersnød i 1845 og tårnet i 1855.
1837 blev broen Ham Bridge bygget og 1873 kom jernbanen til Ballina.
Efter oprettelsen af den irske fristat i 1922, fik byen for at ære nogen af dem der blev dræbt i kampen for selvstændighed siden 1798. Knox Street blev til Pearse Street, Gore Street til Lord Edward Street, Arran Street til Tone Street, King Street til O'Rahilly Street og John Street til Casement Street.
I begyndelsen af det 20. århundrede havde havnen en vigtig betydning, med blandt andet import af byggematerialer og fødevarer og indtil 1940 med eksport af levende dyr til Storbritannien.

## Turisme
Der er mange sports og fritidsaktiviteter, butikker, restauranter og pubber.
Ballina er kendt kendt for sit laksefiskeri. Særlig stedet the Ridge Pool ved floden Moy i byens centrum, er berømt for sit gode laksefiskeri. I ca. den anden uge af juli afholdes " The Ballina Salmon Festival" med marked i bymidten.
En af byens smukke parker er Tom Ruane UDC Park ved Sligo Road, som bl.a. har legeplads og stier langs med floden Moy.
Ballina har mange fredede bygninger, som f.eks. de georgianske huse, fra omkring 1830, ned til floden Moy. Bygningen "Ice House Building", er nu hotel, og en tidligere bankbygning huser Jackie Clarke museet. Gaderne i Ballina består hovedsagelig af tre og fire etagers høje georgianske og victorianske bygninger.
- Byens dominerende bygning er domkirken St. Muredach’s Cathedral fra det 19. århundrede.
- Humbert monumentet blev indviet den 11. maj 1898 for at fejre 100-året for de franske troppers landsætning i Killalabugten til støtte for det irske oprør i 1798. Monumentet blev i 1987 flyttet til sin nuværende placering ved Humbert Street.
- En seværdighed er også de højtliggende stendysser "De fire brødre" i udkanten af byen. Sagnet fortæller, at stendyssen i det 7. århundrede blev gravsted for fire henrettede brødre som myrdede biskoppen af Connacht.
- Den 300 år gamle og 200 hektar store skov "Belleek Wood" ligger ved Moys nordvestlige bred. Skoven har mange vandrestier, også langs floden .
- Ca. 10 km nord for Ballina ved vejen Old French Road til landsbyen Killala, står der et restaureret rundt kirketårn.